# Jaakko Iloniemi

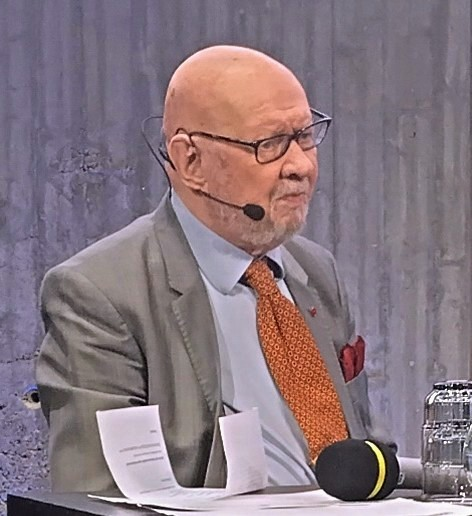
Jaakko Iloniemi vid Helsingfors universitets Science Corner, 2025.

Jaakko Olavi Iloniemi, född 30 maj 1932 i Helsingfors, är en finländsk diplomat.
Iloniemi blev politices magister 1957. Han var 1965–1971 chef för utrikesministeriets byrå för u-hjälp och tjänstgjorde 1971–1973 i New York och Helsingfors. Han gjorde en viktig insats för ESK-processens framåtskridande som ledare för den finländska delegationen i Genève 1973–1974 och som ambassadör vid Finlands specialdelegation vid ESK i denna stad 1974–1975.
Iloniemi var därefter avdelningschef vid utrikesministeriet 1975–1977 och ambassadör i Washington 1977–1983 samt övergick sistnämnda år i näringslivets tjänst som ledamot av direktionen för Föreningsbanken. Han arbetade 1990–1999 som direktör för Näringslivets delegation och var ordförande för Paasikivi-samfundet 1985–1994. Vid tillkomsten av den s.k. blåröda regeringen 1987 var han en av huvudarkitekterna.
Iloniemi har publicerat bland annat en bok om Mauno Koivisto som president, Mauno Koivisto presidenttinä (1987), och Vallan käytävillä (1999), där han skildrar kända personer han mött hemma och utomlands. Han erhöll ministers titel 1994.